# Thomas Due
Thomas Due (* 14. März 1971) ist ein norwegischer Curler. Er spielt auf der Position des Alternate.

## Teammitglieder
- Torger Nergård
- Christoffer Svae
- Håvard Petersson
- Thomas Ulsrud